# Лукачевац
Лукачевац (рум. Lucacevăț) је насеље у општини Сикевица, округ Караш-Северен у Румунији. Налази се на надморској висини од 214 м.

## Историја
По "Румунској енциклопедији" место спада у 17 заселака Сучевице. Постало је самостално насеље тек 1956. године.

## Становништво
Према подацима из 2002. године у насељу је живело 31 становника, од којих су сви румунске националности.